# Olderfjorden (Porsanger)
Olderfjorden (nordsamisk: Leaibevuotna, finsk Leipovuono) er en fjordarm af Porsangerfjorden på sydsiden af halvøen Bringsneset i Porsanger kommune i Troms og Finnmark fylke i Norge. Fjorden går 7,5 km mod vest til bygden Olderfjord i enden af fjorden. Fjorden har indløb mellem Indre Bringsnes i nord og Langøya i syd. Bebyggelsen Olderfjord ligger i den sydlige del af fjordenden, mens Djupbugten og Risskjåbugten ligger længere mod nord. Fra Risskjåbugten er der kun 800 meter over Nordeidet til enden af Smørfjorden som går på nordsiden af Bringsneset.
Fjorden er 72 meter på det dybeste, midt i, omkring halvvejs inde i fjorden.
Europavej E6 går langs sydsiden af fjorden, mens E69 går nordover langs enden.